# Vilde Johansen
Vilde Johansen, född 25 juli 1994 i Tönsberg i Norge, är en norsk handbollsspelare. Hon spelar som mittsexa.

## Klubbkarriär
Johansen startade sin elitkarriär i Runar IL åren 2010-2013, och spelade sedan för norska toppklubben Larvik HK 2013-2017. Då klubben drabbats av ekonomiska problem bytte hon klubb. Hon spelade sedan för Tertnes HE till 2019 då hon började en proffskarriär i Danmark för Herning-Ikast Håndbold. Med Larvik vann hon tre mästerskap och fyra cupsegrar. I Danmark har hon vunnit Danska cupen med Herning-Ikast 2019. Säsongen 2018-2019 utsågs hon till Eliteseriens bästa mittsexa i Norge.

## Landslagskarriär
Vilde Johansen debuterade i norska landslaget den 24 juli 2015 mot Ryssland. Hon har sedan bara spelat 11 landskamper och stått för ett mål. Hon var med i OS-truppen 2020 i Tokyo, och spelade två matcher i gruppspelet mot Nederländerna och Japan.